# 벳포촌
벳포촌(別保村)은 일본 오이타현 오이타군에 설치되었던 촌이다. 현재의 오이타시의 일부에 해당한다.